# Salamonváry család
A harkályi Salamonváry ill. Salomvári család régi magyar nemesi eredetű család, mely a Salamon nemzetségből ered és a késő középkorban halt ki.

## Története
Ez a család a Salamon nemzetség Zala vármegyei ága. A mai zalai Salomvár községben élte. Előnevüket Salomvár (akkoriban Salamonvár) egyik külterületéről, Harkályról vették, midőn II. András a Salamon nemzetségbeli Miksa ispán fiának, Salamonnak adományozta e földet. Ez a Salamon minden bizonnyal e család alapítója. A család egyes tagjai nem Salamonváry néven, hanem Harkályi néven szerepelnek régi okiratokban. Ennek a Salamonnak a fia, Demeter (fl. 1254-1278), akinek három fiúgyermekének a nevét ismerjük: "Vörös" Salamon (fl. 1278-1328), Demeter (fl. 1278-1321), és János (fl. 1278-1363).
Az 1366-os esztendőben feljegyzett okiratok alapján alaposabban lehet megismerni a Salamonváriak földbirtokait. A család névadó őse az oligarchákkal vívott harcok idején a legnagyobb kiskirályhoz, Csák Mátéhoz állt, majd a harcok befejezte után I. Károly magyar királytól kegyelmet kapván Salamonvára, Lövő, Ákosfalva stb. birtokot hagyta fiára, Salamonvári Jánosra, melyeket ekkor János (már I. Lajos magyar királytól) nyert el mint új adományokat.

### Idősebb János ága
Idősebb Salamonvári Jánosnak (fl. 1278-1363) hét fiúgyermeke született: az egyik fiúgyermeke, Mihály a Girolti / Girothi /Girolthy vezetéknevet használta. Girolthy Mihály (fl. 1409-1410) három leánygyermeket nemzett: Beseneui Miklósné Girolthy Dorottya, szenterzsébeti Terjék Ferencné Girolthy Katalin és Girolthy Skolasztika. Girolthy Katalin férje a zalai nemesi szenterzsébeti Terjék családnak a sarja szenterzsébeti Terjék Ferenc földbirtokos volt. 1424. július 28-án kelt Zsigmond magyar király adománylevele, amelyen megerősítette Terjék Ferenc özvegye, Girolthy Katalin és gyermekei számára a birtokrészt Salomváron, miután megállapodtak az ákosházi Sárkány családdal és más atyafiaival is. 1424-ben a Terjék család jelent meg a Salamonvári birtokokban, és azokat később is birtokolta. Zsigmond király 1436-os privilégiális oklevele, melyben a zalavári konvent 1424-es iktató levele van átírva, Ákosházi Sárkány Lászlót, testvérét és fiát két tizenketted részben, Kuthasi Terjék Ferenc 112 nejét, gyermekeit és unokáit öt tizenketted részben, végül Salamonvári András leányait és ezek gyermekeit öt tizenketted részben Salamonvára, Ákosfalva stb. nevű birtokokban megerősítette. Az adományozás okaként hűséges szolgálatuk említtetik.
Idősebb Salamonvári Jánosnak (fl. 1278-1363) egy másik fia, Salamonvári István (fl. 1352-1421) volt, aki tovább vitte a családot; öt fiúgyermekének a neve maradt fenn az oklevelekben. Salamonvári István fia, Miklós (fl. 1352-1402) három fiúgyermeket nemzett: Salamonvári Andrást, Salomvári Istvánt és legifjabb Salamonvári Jánost. Ez az ága a családnak fiú ágon kihalt a három fiúgyermekben, a vezetéknév pedig kihalt Miklós fia, Andrásnak a leányaiban: Szentbenedeki Jánosné Salomvári Magdolna (fl. 1428), Ivánczy Györgyné Salamonvári Katalin (fl. 1428-1438), és Bánhidi Jánosné Salamonvári Ilona (fl. 1428)
1402. november 27-én országbírói parancsra a vasvári káptalan egyik tagja és a királyi ember három részre osztották Salamonvára, más néven "Harkai, Zenthmarton" stb. possessiók egyik felét, amelyek Salamonvári Miklós fiainak, Andrásnak és János győri kanonoknak kezén voltak, és a Salamonváriak tiltakozása ellenére ezek 1/3-ába beiktatták János fia Miklós özvegyét, Ilona nemes asszonyt, valamint fiait és lányait. A Salamonváriak kezén megmaradt a maradék 2/3 rész. Ilona és gyerekei emellett megkapták minden haszonvétel (többek között a Zala folyó, valamint egyes helyeken, így Harkályon is a bányajog) 1/3-át. 1410-ben a Salamonvári-birtokokban Girolti Mihály leányai, "Katherina, Dorothea és Scolastica" részesülnek. Az alperesek, Salamonvári András és János nem ellenkeztek, így a Salamonvára, Keresztúr, Szentmárton, Ákosfalva, stb. birtokának felébe való beiktatás rendben zajlott le. A zalavári konvent Garai Miklós nádor ítélete alapján állította ki az erről szóló oklevelet.

### "Vörös" Salamon ága
Salamonvári "Vörös" Salamonnak (fl. 1278-1328) két fiú- és egy leánygyermekének a nevét ismerjük: Sendel (fl. 1371), aki Csatári Miklós hitvese, Kopoz (fl. 1330-1335), valamint Salomvári János mester (1330-1379), csanádi ispán, a királyi udvar katonája (aulae regiae miles), aki tovább vitte a családot. Salomvári János mester feleségül vette az ősrégi zalai nemesi Türje nembeli Szentgróti család sarját, Szentgróti Klárát (fl. 1368-1391), Szentgróti Dezső és Vernerfi Klára lányát. Salomvári János mester és Szentgróti Klára házasságából született három leánygyermeke: Salomvári Ágata (fl. 1420-1440), akinek a férje asszonyfalvi Ostfy Gergely (fl. 1440), Vas vármegye főispánja, Salomvári Beátka (fl. 1379-1425), akinek az első férje az alsólendvai Bánffy családból való alsólendvai Bánffy Zsigmond, majd a második pakai Herceg Péter lett, valamint Salomvári Dorkó (fl. 1427), gimesi Forgách János (fl. 1427) felesége.
1421-ben a helyi birtokos családon belüli megállapodással találkozunk: János és Miklós Salamonvár birtokuk négy puszta jobbágytelkét a család másik ágból származó "Vörös" Salamon fia, Salamonvári János mester leányainak Agatának, Ostffy Gergely nejének és Beatkának, alsólendvai Bánffy Zsigmond özvegyének engedték át. Döntésükben az vezérelte őket, hogy a fentnevezett hölgyek igen sok segítséget nyújtottak nekik válságos és kedvezőtlen dolgaik közepette, és hálából így emlékeztek meg Agata és Beatka asszonyok jóságáról.
A Salamovári család végül kihalt fiúágon a 15. század első felében, és földbirtokai Salamonvári János mester és Szentgróti Klára leányági leszármazottjai örökölték. Az egyik részesült család a csébi Pogány család volt; 1450-ben Herbortyai Osl János felesége és a gimesi Forgácsok rendelkeztek Salamonváron tekintélyes birtokokkal, 1461-ben az előbbiek Salamon-várt a csébi Pogány családnak zálogosították el. A korábban említett alsólendvai Bánffy Zsigmondné Salomvári Beátkának az egyik lánya, alsólendvai Bánffy Katalin (fl. 1403-1453), aki hitvese lett, herbortyai Osl fia, Jánosnak (fl. 1401-1453). Ennek a Jánosnak és Bánffy Katalinnak lánya, Herbortyai Osl Borbála, aki az utolsó tagja volt I. Herbord ágának, és aki egyben a csébi Pogány család sarjából való csébi Pogány Imrének (fl.1455-1474) a felesége volt. A 16. század második felében herbotyai Osl fia János és alsólenvai Bánffy Katalin dédunokája, polyanai Brodarics Mátyásné csébi Pogány Sára (fl. 1535-1567) asszony, még mindig egy jelentős salomvári földbirtokkal rendelkezett.